# Нечаївська сільська рада
| Нечаївська сільська рада — колишній орган місцевого самоврядування у Компаніївському районі Кіровоградської області з адміністративним центром у с. Нечаївка. Сільській раді підпорядковані населені пункти: - с. Нечаївка - с. Золотницьке - с. Криничувате |

## Склад ради
Рада складається з 14 депутатів та голови.

### Керівний склад ради
| ПІБ                         | Основні відомості                                                                                  | Дата обрання | Дата звільнення |
| --------------------------- | -------------------------------------------------------------------------------------------------- | ------------ | --------------- |
| Жук Наталія Миколаївна      | Сільський голова, 1965 року народження, освіта, Всеукраїнське об'єднання 'Батьківщина'             | 26.03.2006   | 31.10.2010      |
| Соколов Василь Анатолійович | Сільський голова, 1962 року народження, освіта вища, член Всеукраїнського об'єднання 'Батьківщина' | 31.10.2010   |                 |

Примітка: таблиця складена за даними джерела

## Населення
Згідно з переписом УРСР 1989 року чисельність наявного населення сільської ради становила 981 особа, з яких 461 чоловік та 520 жінок.
За переписом населення України 2001 року в сільській раді мешкало 808 осіб.

### Мова
Розподіл населення за рідною мовою за даними перепису 2001 року:
| Мова       | Відсоток |
| ---------- | -------- |
| українська | 94,82 %  |
| російська  | 2,53 %   |
| молдовська | 2,27 %   |
| інші       | 0,38 %   |